# Emisja wymuszona

Schematyczne przedstawienie emisji wymuszonej:
A – atom w stanie wzbudzonym (elektron na poziomie o energii E2) oraz foton inicjujący
B – atom w momencie pobudzenia przez foton (hν)
C – atom i fotony po emisji wymuszonej

Emisja wymuszona (stymulowana, indukowana) – proces emisji fotonów przez materię w wyniku oddziaływania z fotonem inicjującym. Warunkiem do tego, aby emisja wymuszona nastąpiła, jest równość energii fotonu z energią wzbudzenia atomu. Foton inicjujący emisję nie jest pochłaniany przez materię – pełni tylko rolę wyzwalającą proces. Foton emitowany przez atom ma częstotliwość (a więc również energię), fazę i polaryzację taką samą jak foton wywołujący emisję. Kierunek ruchu obu fotonów również jest ten sam. Światło złożone z takich identycznych fotonów nazywa się światłem spójnym. Zjawisko to jest podstawą działania laserów.
Emisja wymuszona została przewidziana przez Alberta Einsteina w 1917 roku, który zauważył, że bez występowania tego zjawiska nie mogłoby dojść do równowagi między pochłanianiem i emisją promieniowania. Rozumował on następująco:
Oddziaływanie atomu z fotonem wywołuje pochłonięcie fotonu z prawdopodobieństwem zależnym tylko od natężenia oświetlenia, czyli liczby fotonów. Emisja natomiast jest spontaniczna, a jej prawdopodobieństwo zależne wyłącznie od średniego czasu życia stanu wzbudzonego (wielkości charakteryzującej wzbudzony poziom energetyczny). Gdyby miały miejsce tylko te dwa procesy – pochłaniania i emisji spontanicznej, wówczas w krótkim czasie wszystkie atomy zostałyby wzbudzone i promieniowanie nie byłoby już pochłaniane i emitowane. Doświadczenie wskazuje, że jest inaczej – wytwarza się stan równowagi pomiędzy absorpcją i emisją promieniowania. To oznacza, że musi istnieć dodatkowy mechanizm emisji, przy czym liczba emitowanych fotonów musi zależeć od liczby fotonów padających. Tym mechanizmem jest właśnie emisja wymuszona.
Emisja wymuszona jest zjawiskiem odwrotnym do pochłaniania fotonów przez atomy (cząsteczki). Prawdopodobieństwo pochłonięcia fotonu przez atom w stanie podstawowym jest takie samo jak prawdopodobieństwo emisji wymuszonej atomu wzbudzonego, dlatego o wielkości emisji/pochłaniania ośrodka decyduje różnica liczby atomów w stanie wzbudzonym i podstawowym.